# Kryve Ozero
Kryve Ozero (ukrainien : Криве Озеро, russe : Кривое Озеро) est une commune urbaine de l'oblast de Mykolaïv, en Ukraine. Elle compte 7 377 habitants en 2021.